# Deutsche Botschaft Kairo

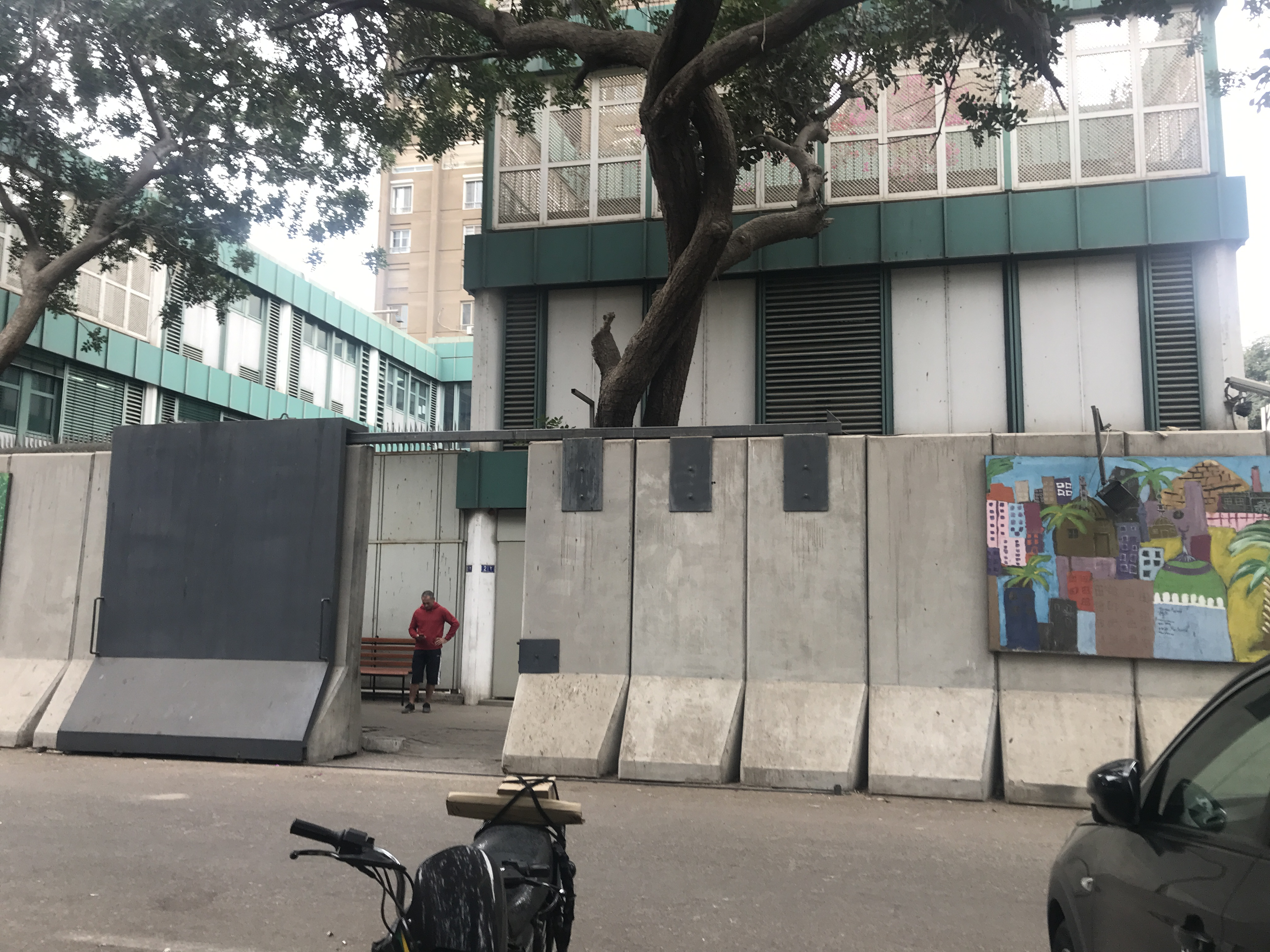
Deutsche Botschaft Kairo, 2022

Die Deutsche Botschaft Kairo ist die offizielle diplomatische Vertretung der Bundesrepublik Deutschland in der Arabischen Republik Ägypten.

## Lage und Gebäude
Die Botschaft liegt im Stadtviertel Zamalek auf der Nilinsel Gezīra. Zum Ufer des westlichen Nilarmes sind es nur 100 m. Das gut 2 km entfernte Außenministerium ist in 10 Minuten zu erreichen. Die Straßenadresse lautet: 2, Sharia Berlin, Kairo-Zamalek 11211 (Ecke Sharia Hassan Sabri).
Die Botschaft Kairo ist in einer bundeseigenen Liegenschaft untergebracht, in deren Gebäuden sich sowohl die Kanzlei als auch die Residenz des Botschafters befinden. Die Mitte der 1970er Jahre geplanten und 1982 fertig gestellten Baulichkeiten werden, beginnend Ende der 2010er Jahre, komplett durch Neubauten ersetzt. Die von der Bundesbaudirektion entworfenen, schlicht funktionalen Gebäude entsprachen nicht mehr dem Gedanken, dass Botschaften auch äußerlich „Aushängeschilder“ ihres Landes sein sollen. Im Innenhof des Kanzleigebäudes wurde eine fast dreieinhalb Meter hohe Edelstahlskulptur von Ursula Sax als Kunstobjekt aufgestellt. Bemerkenswert an den 1982 fertig gestellten Gebäuden war auch die frühe Installation einer „Sonnenheizungsanlage“ zur Erzeugung von Brauchwarmwasser. Für die Dauer der Baumaßnahmen besteht eine Zwischenunterbringung auf dem Gelände der Botschaft der Tschechischen Republik.

## Aufgaben und Organisation
Die Botschaft Kairo hat neben der Pflege der bilateralen Beziehungen zum Gastland Aufgaben, die auf den arabischen Raum insgesamt zielen. Dem entspricht die Einstufung der Leiterstelle in der Besoldungsgruppe B9 der Bundesbesoldungsordnung.
Sie gliedert sich in folgende Arbeitseinheiten:
- Politisches Referat
- Wirtschaftsreferat
- Konsularreferat (Das Referat für Rechts- und Konsularwesen (RK) bietet vollumfänglich konsularische Dienstleistungen für deutsche Staatsangehörige an und stellt Schengen- und nationale Visa aus. Ein Bereitschaftsdienst besteht für konsularische Notfälle.)
- Kulturreferat
- Wissenschaftsreferat
- Pressereferat
- Regionales Deutschlandzentrum (RDZ; Public-Diplomacy-Zentrum für den arabischen Raum)
- Referat Arbeit und Soziales
- Militärattachéstab
- Referat für wirtschaftliche Zusammenarbeit und Entwicklung (Ägypten ist eines der wichtigsten Partnerländer weltweit. Das Volumen der laufenden Entwicklungszusammenarbeit beträgt rund 1,7 Milliarden Euro an Darlehen und Zuschüssen.)
- Verwaltung

Eine Honorarkonsulin der Bundesrepublik Deutschland ist in Alexandria ansässig.

## Geschichte
Seit 1864 gab es einen preußischen Konsul in Kairo. 1878 errichtete das Deutsche Reich ein Generalkonsulat in der ägyptischen Hauptstadt. Im Jahr 1903 war die deutsche Vertretung zu einer Gesandtschaft aufgewertet worden, die von einem Geschäftsträger geleitet wurde. Während des Ersten Weltkriegs kamen die Beziehungen zum Stillstand. Die deutsche Botschaft wurde 1923 wieder eingerichtet und arbeitete bis zum Ausbruch des Zweiten Weltkriegs.
Am 16. Oktober 1952 wurde die Botschaft der Bundesrepublik Deutschland in Kairo eröffnet. Vom 13. Mai 1965 bis zum 8. Juni 1972 waren die diplomatischen Beziehungen unterbrochen.
Die DDR war seit 1954 mit einer offiziellen Handelsvertretung, die 1959 zu einem Generalkonsulat aufgewertet wurde, in Kairo präsent. Die Leiter fungierten bis 1968 gleichzeitig als Bevollmächtigte der Regierung der DDR für die arabischen Staaten. Am 10. Juli 1969 nahmen Ägypten und die DDR diplomatische Beziehungen auf und hoben die gegenseitigen Vertretungen auf Botschafterebene an. Die Vertretung wurde im Jahr 1990 mit Beitritt der DDR zur Bundesrepublik Deutschland geschlossen.